# Cylindrotoma fokiensis
Cylindrotoma fokiensis is een tweevleugelige uit de familie buismuggen (Cylindrotomidae). De soort komt voor in het Oriëntaals gebied.